# Lèmurs subfòssils

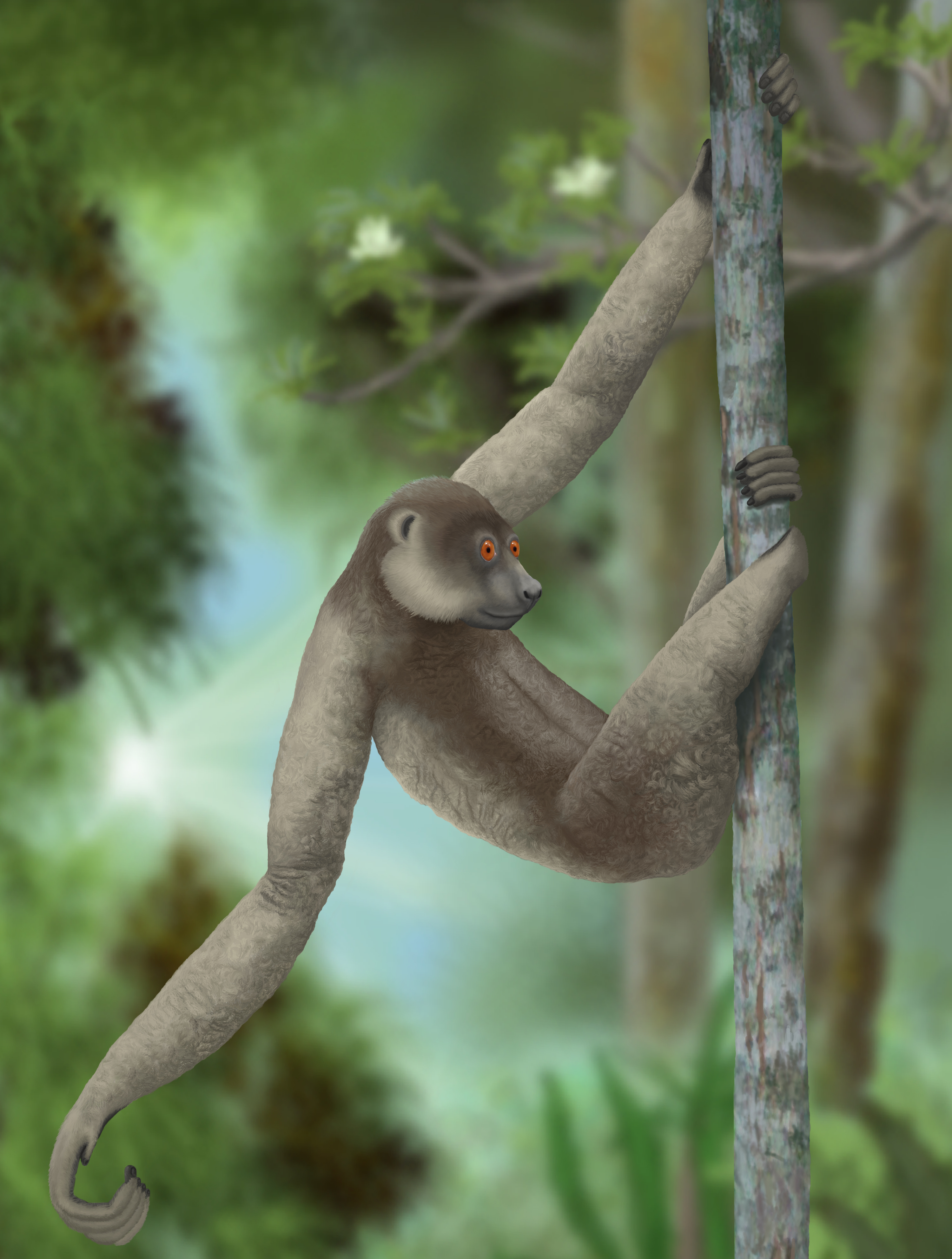
Palaeopropithecus ingens, un lèmur subfòssil extint del grup dels lèmurs peresós.

Els lèmurs subfòssils són lèmurs de Madagascar representats per restes recents (subfòssils) d'entre el Plistocè superior i fa aproximadament 560 anys. Inclouen espècies tant vivents com extintes, tot i que el terme es refereix més sovint als extints lèmurs gegants. La diversitat de comunitats de lèmurs subfòssils era més gran que les actuals, amb fins a 20 espècies o més per localitat, mentre que avui en dia n'hi ha entre 10 i 12. La mida de les espècies extintes variava entre una mica més de 10 kg i aproximadament 200 kg. Fins i tot les restes subfòssils de les espècies vivents són més grans i robustes que els espècimens actuals. Els jaciments de subfòssils trobats a gran part de l'illa demostren que la majoria de lèmurs gegants tenien una àmplia distribució i que la difusió de les espècies vivents s'ha reduït significativament des de l'arribada dels humans.